# Світло між двох океанів (фільм)
«Світло між двох океанів» (англ. The Light Between Oceans) — американський драматичний фільм, знятий Дереком Сієнфренсом за однойменним романом М. Л. Стедмана. Світова прем'єра стрічки відбулася 1 вересня 2016 року на Венеційському кінофестивалі, а в Україні — 22 вересня 2016 року. Фільм розповідає про австралійське подружжя, яке знаходить у човні немовля і мертвого чоловіка.

## У ролях
- Майкл Фассбендер — Том Шербурн
- Алісія Вікандер — Ізабель Шербурн
- Рейчел Вайс — Ганна Роеннфельдт
- Карен Пісторіус — Люсі Грейс
- Джек Томпсон — Ральф Аддікотт
- Браян Браун — Септімус Поттс
- Емілі Барклай — Гвен Поттс

## Виробництво
Зйомки фільму почались у вересні 2014 року і проходили в Австралії і Новій Зеландії.

## Визнання
| Нагороди та номінації фільму «Світло між двох океанів» | Нагороди та номінації фільму «Світло між двох океанів» | Нагороди та номінації фільму «Світло між двох океанів» | Нагороди та номінації фільму «Світло між двох океанів» | Нагороди та номінації фільму «Світло між двох океанів» | Нагороди та номінації фільму «Світло між двох океанів» |
| Рік                                                    | Кінопремія / Кінофестиваль                             | Категорія / Нагорода                                   | Номінант                                               | Результат                                              |                                                        |
| ------------------------------------------------------ | ------------------------------------------------------ | ------------------------------------------------------ | ------------------------------------------------------ | ------------------------------------------------------ | ------------------------------------------------------ |
| 2016                                                   | Венеційський кінофестиваль                             | «Золотий лев» за найкращий фільм                       | «Світло між двох океанів»                              | Номінація                                              |                                                        |